# Boy Charlton
Andrew Murray Charlton, detto Boy (Crows Nest, 12 agosto 1907 – Avalon, 10 dicembre 1975), è stato un nuotatore australiano.
Specializzato nello stile libero ha vinto la medaglia d'oro nei 1500 m ai Giochi olimpici di Parigi 1924.
È diventato uno dei Membri dell'International Swimming Hall of Fame.
È stato primatista mondiale dei 1500 m sl.

## Palmarès
- Olimpiadi
  - Parigi 1924: oro nei 1500 m sl, argento nella staffetta 4x200 m sl e bronzo nei 400 m sl.
  - Amsterdam 1928: argento nei 400 m e 1500 m sl.